# Virgin Atlantic Airways
Virgin Atlantic es una de las aerolíneas de Richard Branson, propietario de Virgin Group. Opera vuelos transcontinentales desde Londres hacia Norteamérica, el Caribe, África, Medio Oriente, Asia y Australia.
El 5 de mayo de 2020, se anunció que debido al impacto en la aviación de la pandemia de COVID-19, la aerolínea despediría a 3000 empleados, reduciría el tamaño de la flota a 35 para el verano de 2022, retiraría los Boeing 747-400 y no reanudará las operaciones desde Gatwick tras la pandemia.
Virgin Atlantic se acogió al Capítulo 15 de Protección por Bancarrota en Nueva York el 4 de agosto de 2020 como parte de un paquete de refinanciamiento privado de 1200 millones de libras, con la entrada en la compañía de fondos de inversión como Davidson Kempner.

## Historia

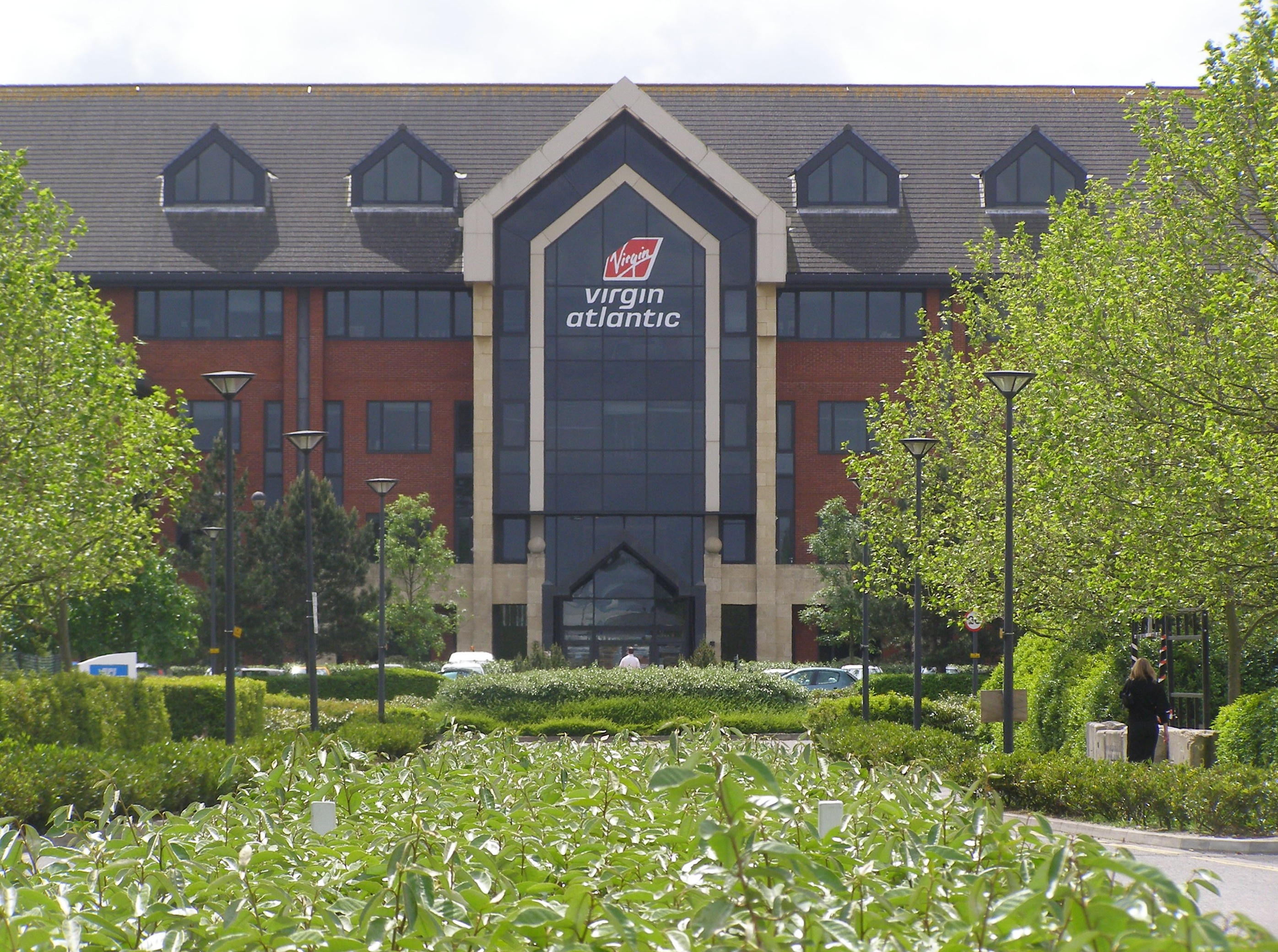
La sede de la compañía

En 1984 comenzó vuelos desde el Reino Unido hacia las islas Malvinas. Richard Branson fundó la aerolínea en 1984, comenzó los vuelos hacia Norteamérica el 22 de junio con un solo Boeing 747-200.

## Características
La aerolínea cuenta con tres clases: económica, económica premium y primera clase. Económica premium proporciona asientos más grandes con más espacio para las piernas que la clase económica, y la bienvenida con una copa de champán. Primera clase ofrece un servicio complementario, una limusina para llevar a los pasajeros al aeropuerto, sólo disponible en los aeropuertos ingleses, incluso si los pasajeros cuentan con Virgin's clubhouse lounge, pueden disfrutar de un servicio de masajes tanto a bordo como en los aeropuertos Heathrow y Gatwick donde se encuentran las casas club de Virgin.
También ofrece servicios amenos personales a los pasajeros de las tres clases, Virgin Atlantic fue una de las primeras aerolíneas que incorporó pantallas de TV personales en la parte trasera de los asientos y comenzó a equipar sus aviones con una tecnología audio/vídeo en demanda (AVED) llamada V:Port. El sistema V:Port permite escoger entre 50 películas promocionales, 60 CD de audio, y aproximadamente 200 horas de programas de televisión y videojuegos en red con otros pasajero del avión. La empresa cuenta con 8500 empleados

## Destinos
| Ciudad                       | Nombre del aeropuerto                                           | Nota                                        |
| Norteamérica                 | Norteamérica                                                    | Norteamérica                                |
| ---------------------------- | --------------------------------------------------------------- | ------------------------------------------- |
| Estados Unidos               |                                                                 |                                             |
| Atlanta                      | Aeropuerto Internacional Hartsfield Jackson                     |                                             |
| Austin                       | Aeropuerto Internacional de Austin-Bergstrom                    |                                             |
| Boston                       | Aeropuerto Internacional Logan                                  |                                             |
| Las Vegas                    | Aeropuerto Internacional Harry Reid                             |                                             |
| Los Ángeles                  | Aeropuerto Internacional de Los Ángeles                         |                                             |
| Miami                        | Aeropuerto Internacional de Miami                               |                                             |
| Nueva York                   | Aeropuerto Internacional John F. Kennedy                        |                                             |
| Orlando                      | Aeropuerto Internacional de Orlando                             |                                             |
| San Francisco                | Aeropuerto Internacional de San Francisco                       |                                             |
| Seattle                      | Aeropuerto Internacional de Seattle-Tacoma                      |                                             |
| Tampa                        | Aeropuerto Internacional de Tampa                               |                                             |
| Washington D. C.             | Aeropuerto Internacional de Washington-Dulles                   |                                             |
| Centroamérica y El Caribe    |                                                                 |                                             |
| Antigua y Barbuda            |                                                                 |                                             |
| Saint John                   | Aeropuerto Internacional V. C. Bird                             |                                             |
| Bahamas                      |                                                                 |                                             |
| Nasáu                        | Aeropuerto Internacional Lynden Pindling                        |                                             |
| Barbados                     |                                                                 |                                             |
| Bridgetown                   | Aeropuerto Internacional Grantley Adams                         |                                             |
| Granada                      |                                                                 |                                             |
| Saint George                 | Aeropuerto Internacional Maurice Bishop                         |                                             |
| Islas Turcas y Caicos        |                                                                 |                                             |
| Providenciales               | Aeropuerto Internacional de Providenciales                      |                                             |
| Jamaica                      |                                                                 |                                             |
| Montego Bay                  | Aeropuerto Internacional Sir Donald Sangster                    |                                             |
| San Vicente y las Granadinas |                                                                 |                                             |
| Kingstown                    | Aeropuerto Internacional de Argyle                              |                                             |
| Santa Lucía                  |                                                                 |                                             |
| Vieux Fort                   | Aeropuerto Internacional Hewanorra                              | Estacional                                  |
| Sudamérica                   |                                                                 |                                             |
| Brasil                       |                                                                 |                                             |
| São Paulo                    | Aeropuerto Internacional de São Paulo-Guarulhos                 |                                             |
| Europa                       |                                                                 |                                             |
| Francia                      |                                                                 |                                             |
| París                        | Aeropuerto de París-Charles de Gaulle                           | Planes de inicio                            |
| Reino Unido                  |                                                                 |                                             |
| Edimburgo                    | Aeropuerto de Edimburgo                                         | Estacional                                  |
| Londres                      | Aeropuerto de Londres-Heathrow                                  | Hub                                         |
| Mánchester                   | Aeropuerto de Mánchester                                        | Hub                                         |
| Suiza                        |                                                                 |                                             |
| Ginebra                      | Aeropuerto Internacional de Ginebra                             | Planes de inicio                            |
| África                       |                                                                 |                                             |
| Nigeria                      |                                                                 |                                             |
| Lagos                        | Aeropuerto Internacional Murtala Muhammed                       |                                             |
| Sudáfrica                    |                                                                 |                                             |
| Ciudad del Cabo              | Aeropuerto Internacional de Ciudad del Cabo                     | Estacional                                  |
| Johannesburgo                | Aeropuerto Internacional de Johannesburgo-Oliver Reginald Tambo |                                             |
| Asia                         |                                                                 |                                             |
| China                        |                                                                 |                                             |
| Shanghái                     | Aeropuerto Internacional de Shanghái-Pudong                     |                                             |
| India                        |                                                                 |                                             |
| Delhi                        | Aeropuerto Internacional Indira Gandhi                          |                                             |
| Mumbai                       | Aeropuerto Internacional Chhatrapati Shivaji                    |                                             |
| Israel                       |                                                                 |                                             |
| Tel Aviv                     | Aeropuerto Internacional Ben Gurión                             |                                             |
| Maldivas                     |                                                                 |                                             |
| Malé                         | Aeropuerto Internacional de Malé                                | Estacional, inicia el 22 de octubre de 2023 |
| Pakistán                     |                                                                 |                                             |
| Islamabad                    | Nuevo Aeropuerto Internacional de Islamabad                     | Finaliza el 8 de julio de 2023              |
| Lahore                       | Aeropuerto Internacional Allama Iqbal                           | Finaliza el 30 de abril de 2023             |

### Destinos Finalizados
África
- Ghana
  - Acra - Aeropuerto Internacional de Kotoka

- Kenia
  - Nairobi - Aeropuerto Internacional Jomo Kenyatta

- Mauricio
  - Port Louis - Aeropuerto Internacional Sir Seewoosagur Ramgoolam

- Nigeria
  - Port Harcourt - Aeropuerto Internacional de Port Harcourt

América
- Canadá
  - Vancouver - Aeropuerto Internacional de Vancouver

- Cuba
  - La Habana - Aeropuerto Internacional José Martí
  - Varadero - Aeropuerto Juan Gualberto Gómez

- Estados Unidos
  - Chicago - Aeropuerto Internacional O'Hare
  - Detroit - Aeropuerto Internacional de Detroit
  - Newark - Aeropuerto Internacional Libertad de Newark

- Jamaica
  - Kingston - Aeropuerto Internacional Norman Manley

- México
  - Cancún - Aeropuerto Internacional de Cancún

- Trinidad y Tobago
  - Scarborough - Aeropuerto Internacional Arturo Napoleón Raymond Robinson

Asia
- Emiratos Árabes Unidos
  - Dubái - Aeropuerto Internacional de Dubái

- Hong Kong
  - Hong Kong
    - Aeropuerto Internacional Kai Tak (Aeropuerto Cerrado)
    - Aeropuerto Internacional de Hong Kong

- Japón
  - Tokio - Aeropuerto Internacional de Narita

Europa
- Grecia
  - Atenas - Aeropuerto Internacional Eleftherios Venizelos

- Reino Unido
  - Belfast - Aeropuerto Internacional de Belfast
  - Glasgow - Aeropuerto Internacional de Glasgow
  - Londres - Aeropuerto de Londres-Gatwick

Oceanía
- Australia
  - Sídney - Aeropuerto Internacional Kingsford Smith